# Măgura (Bacău)
Măgura è un comune della Romania di 4 475 abitanti, ubicato nel distretto di Bacău, nella regione storica della Moldavia.
Il comune è formato dall'unione di 4 villaggi: Crihan, Dealu Mare, Măgura, Sohodol.